# Micheil Kekelidze
Micheil Kekelidze (ur. 14 września 1974) – gruziński szachista, arcymistrz od 2000 roku.

## Kariera szachowa
W 1992 r. reprezentował Gruzję na mistrzostwach świata juniorów do 18 lat, a w następnym roku – na mistrzostwach Europy w tej samej kategorii wiekowej. W 1997 r. odniósł kilka znaczących sukcesów w otwartych turniejach międzynarodowych, zwyciężając w Baunatalu oraz dzieląc I miejsca w Deizisau (1997, turniej Neckar Open, dz. I m. wspólnie z Michaiłem Gołubiewem) oraz Augsburgu (wspólnie z Klausem Klundtem i Michalem Konopką). W kolejnych latach sukcesy odniósł m.in. w:
- Schwarzach (2004, dz. III m. za Andriejem Szczekaczewem i Simonem Williamsem, wspólnie z m.in. Geraldem Hertneckiem i Dusko Pavasoviciem),
- Grazu (2004, dz. III m. za Robertem Rabiegą i Władimirem Burkmakinem, wspólnie z m.in. Suatem Atalikiem, Nikolausem Stanecem i Thomasem Lutherem),
- Dubaju (2005, dz. I m. wspólnie ze Zurabem Sturuą),
- Stambule (2005, dz. I m. wspólnie z Aleksandrem Karpaczewem, Wugarem Gaszimowem, Konstantinem Szanawą, Lewanem Panculają, Dawidem Arutinianem, Żiwko Bratanowem i Jewhenem Miroszniczenko)[1],
- Cannes (2006, dz. I m. wspólnie z Fabienem Libiszewskim, Robertem Zelčiciem i Mladenem Palacem),
- Adenie (2007, dz. II m. za Jewhenem Miroszniczenko, wspólnie z Rasulem Ibragimowem).

Najwyższy ranking w dotychczasowej karierze osiągnął 1 kwietnia 2006 r., z wynikiem 2520 punktów zajmował wówczas 13. miejsce wśród gruzińskich szachistów.